# Nationalbankgebäude in Belgrad

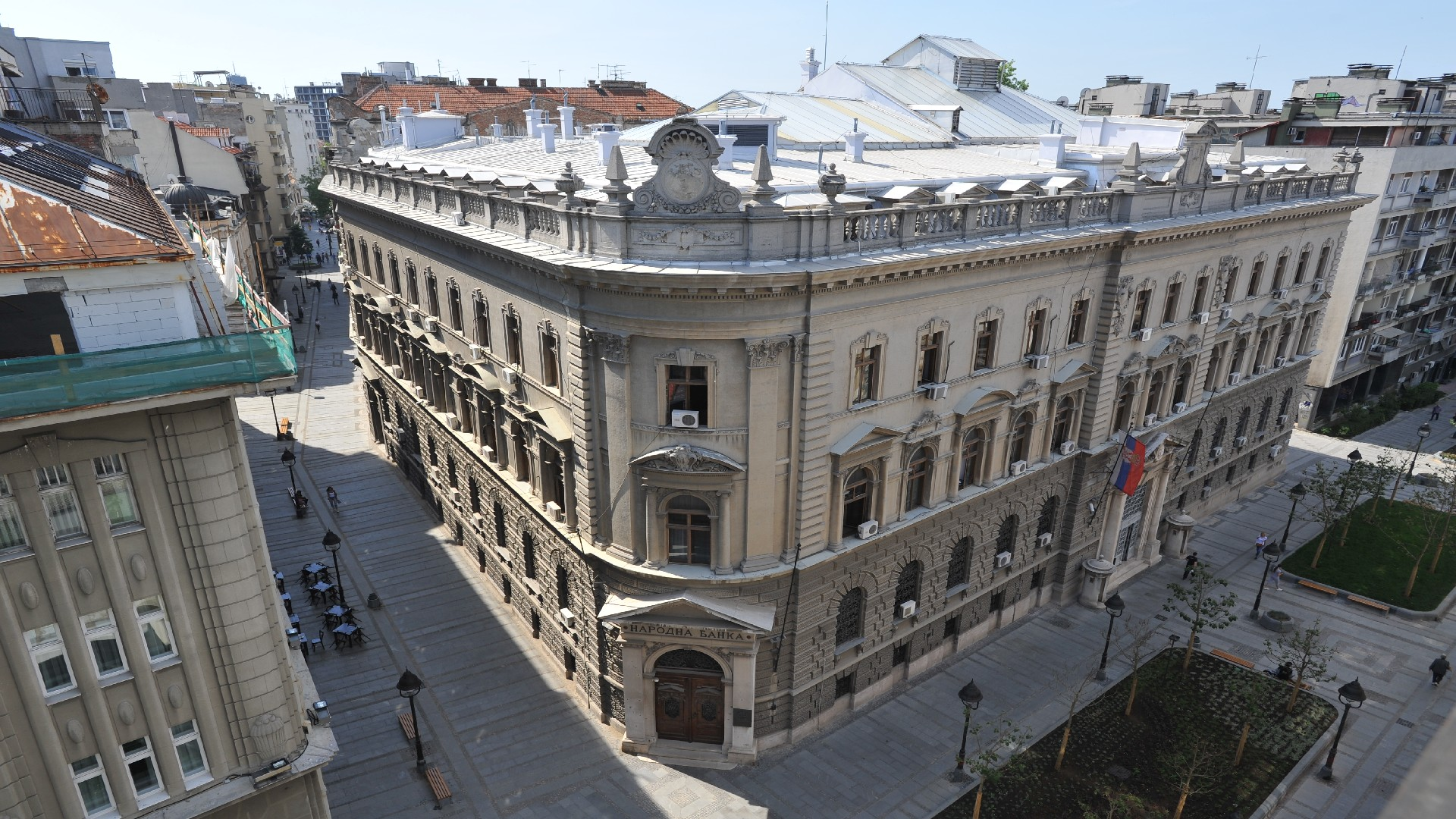
Das Nationalbankgebäude in Belgrad

Das Nationalbankgebäude in Belgrad ist ein Bauwerk im Zentrum der serbischen Hauptstadt.

## Geschichte
Die Gründung der Privilegierten Nationalbank des Königreichs Serbien resultierte aus der Entwicklung der Wirtschaft, des Geldes und anderer Bankinstitutionen sowie aus dem Bedürfnis wirtschaftlicher und politischer Emanzipation des Königreichs Serbien. Formal begann die Arbeit der Bank mit dem Gesetz über die Nationalbank vom 30. Dezember 1882, das mit der Bewilligung des Königs Milan Obrenović am 6. Januar 1883 in Kraft trat. Demnach wurde die Bank als privilegierte Institution (für die folgenden 25 Jahre in Form von Aktiengesellschaften) gegründet, mit einem Grundkapital von 20 Millionen Dinar, wobei die staatliche Kontrolle der Arbeit vorgesehen war. Offizieller Arbeitsbeginn war der 1. Juni 1884 mit Anmietung des Geschäftsraumes in der Straße Kneza Mihaila Nr. 38 (heutige Kneza Mihaila Nr. 50), im Haus von Hristina Kumanudi.
Für den Bau eines angemesseneren Gebäudes kaufte man 1886 den Platz an den Straßen Dubrovačka und Cara Lazara auf. Der Entwurf für das neue Gebäude aus der Hand zweier Architekten aus dem Bauministerium wurde 1887 verabschiedet. Trotzdem betraute der Verwaltungsausschuss der Bank den Architekten Konstantin Jovanović mit der Ausarbeitung des Projekts. Das Bankgebäude war sein erstes Projekt in Belgrad. Mit der Bauausführung wurden die Unternehmer Jirasek und Kraus aus Szegedin „mit Ausnahme der Stein- und Kunstschlosserarbeiten, der Zentralheizung, des Lichts, der Wasserinstallation und der Malerarbeiten“ beauftragt. Nach den Arbeiten 1889 und 1890 zog die Bank schließlich am 15. März 1890 ein. Für seine Leistung wurde Konstantin A. Jovanović 1890 mit dem St.-Sava-Orden der III. Klasse ausgezeichnet.

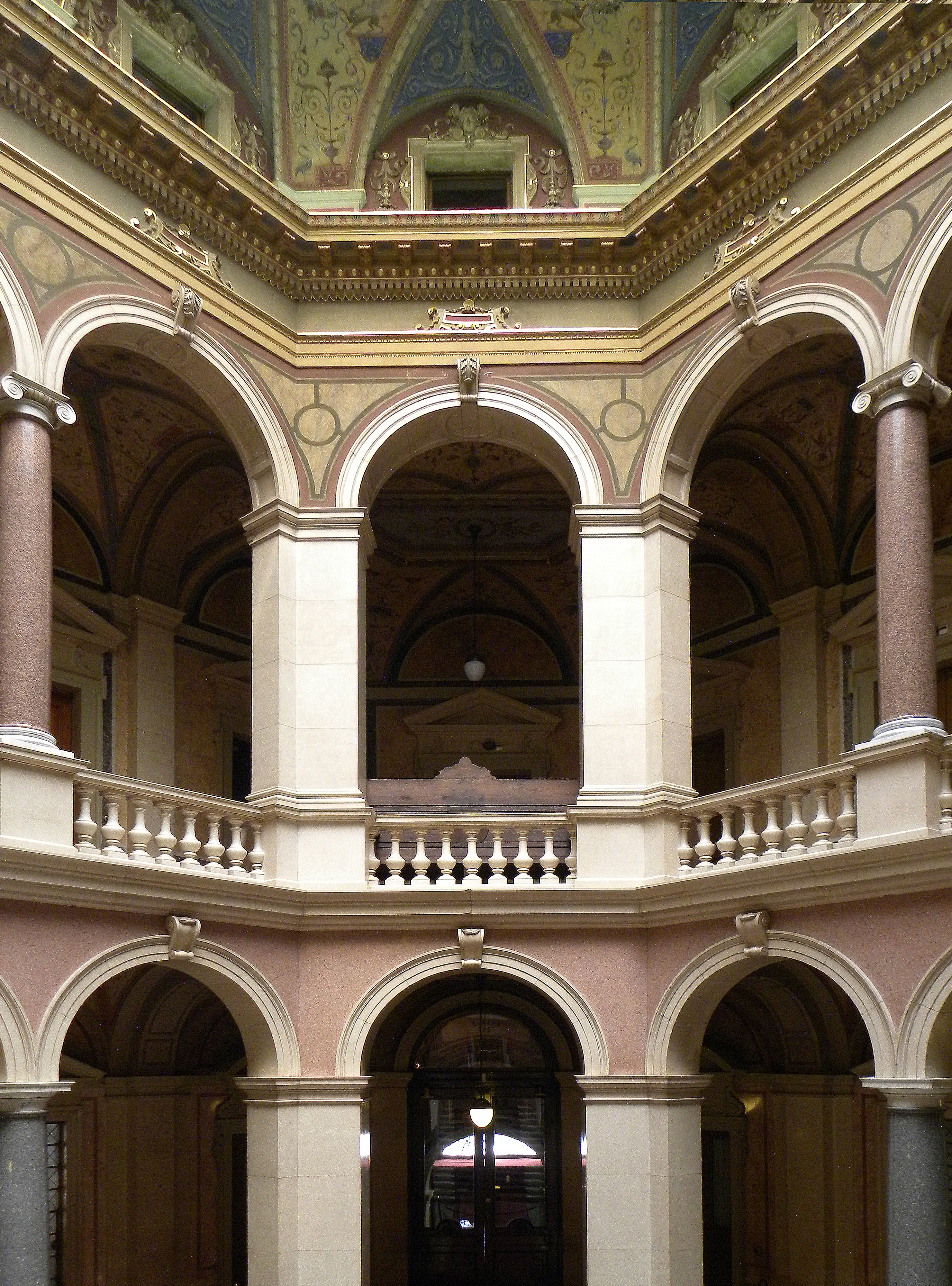
Schalterhalle, 1922–1925

Nach dem Ersten Weltkrieg wurde aus der Privilegierten Nationalbank des Königreichs Serbien die Nationalbank des Königreichs der Serben, Kroaten und Slowenen, das Gebäude wurde 1922–1925 aus funktionellen Gründen erweitert, indem man an das bestehende Gebäude entlang der Straßen Kralja Petra I, Gračanička, Spasićeva (damals Tvornička) und einen Teil der Straße Cara Lazara anbaute, um somit die gesamte Fläche des urbanen Blocks in Form einer unregelmäßigen fünfeckigen Basis einzunehmen. Mit dem Anbau wurde abermals Konstantin Jovanović beauftragt, der sich an die Stilprinzipien hielt, die am älteren Gebäudeteil angewandt wurden. In dieser Gestalt eines geschlossenen Blocks mit innerem Vorhof ist der Verwaltungspalast der Bank bis heute erhalten. Obwohl er an den Rand geschoben und keine dominante urbane Position hat, die eine volle Betrachtung des Objekts erlaubt, wurde der Palast der Bank gleichmäßig und harmonisch realisiert und strahlt Monumentalität und Repräsentativität aus.

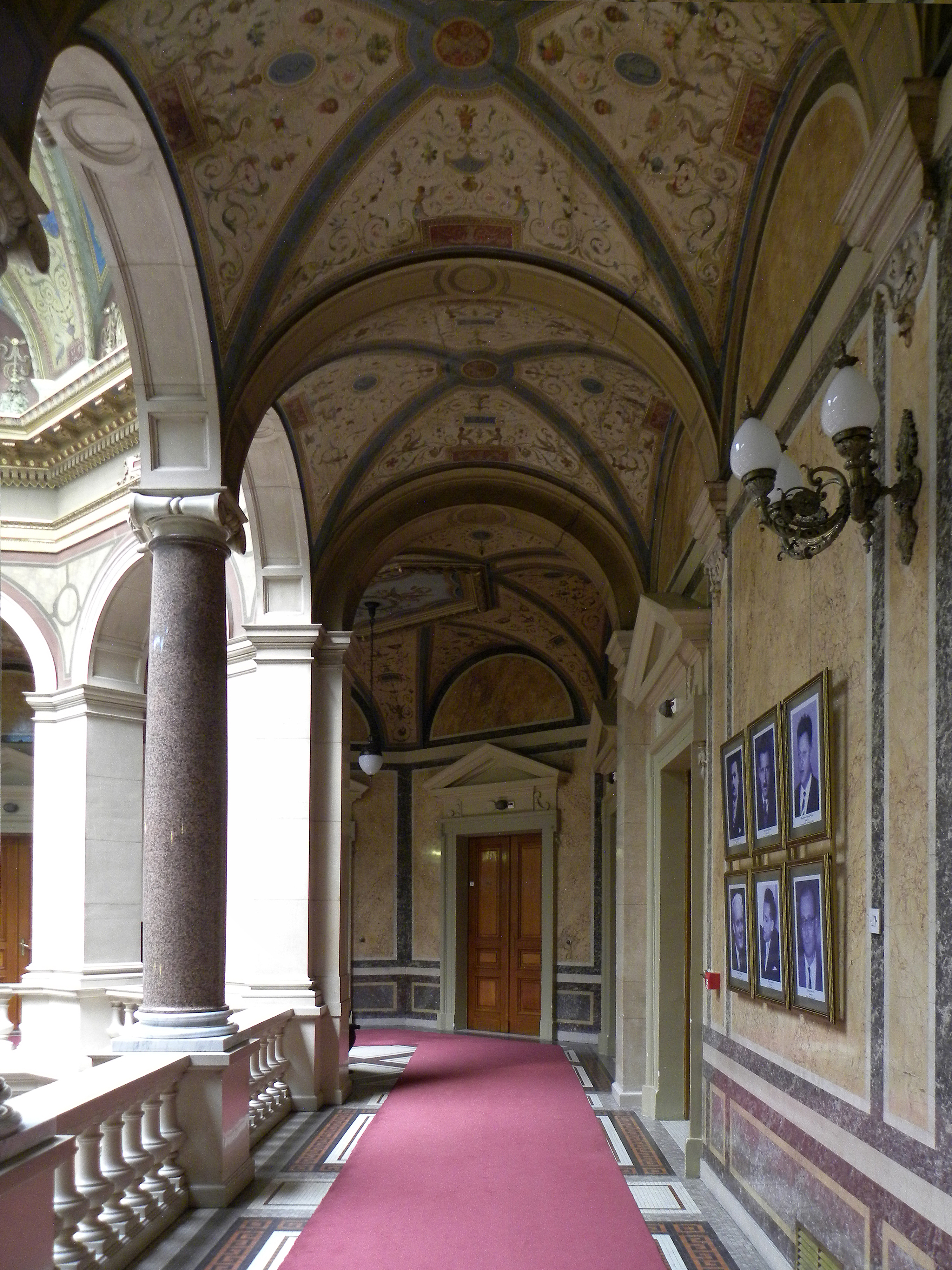
Innengestaltung, gemalte Verzierung der Gewölbe

## Architektur
Die Stil- und Gestaltungsgrundlage, die Jovanović als Vorbild diente, findet sich in der Architektur der italienischen Paläste der Spätrenaissance des 16. Jahrhunderts sowie im sichtbaren Einfluss seines Professors, dem herausragenden Wiener Architekten Gottfried Semper. Einzelobjekte, an dessen Stilwerte Jovanović anknüpft, stellen zwei Paläste dar: Der Palazzo Farnese von Antonio da Sangallo d. J. und Michelangelo (1513 und 1534–1546 erbaut) in Rom und der Palais Kaskel-Oppenheim von Gottfried Semper, Mitte des 19. Jahrhunderts in Dresden erbaut. Als bedeutendstes Werk des Architekten Konstantin Jovanović, zeigt dieses Objekt die primären Charakteristiken des Schöpfers auf die beste Art, da er im Konzept der Fassadenoberflächen das Thema der Renaissancearchitektur mit einem eklektischen Ansatz, das sich in der Verwendung einzelner architektonischer Plastikelemente aus dem Barock zeigt, variiert. Und ebendiese Konzeptart des Architekturteils zeigt sich auf herausragende Weise am Palastgebäude der Nationalbank, was es in die Position der bedeutendsten Verwirklichung von Jovanović, wie auch in eine Reihe mit den bedeutendsten Verwirklichungen der akademischen Architektur in Serbien, stellt.

### Außendesign
Die Fassade wurde nach akademischem Standard in Form einer horizontalen Dreiteilung erhöht. Die klare Differenzierung der Bereiche zeigt sich im Kontrast zwischen der niedrigeren rustikalen und den höheren ruhigeren Fassadenoberflächen, die voneinander durch einen tiefen Teilungskranz abgeteilt sind. Der Bereich des Erdgeschosses und des Kellers ist charakterisiert durch eine schwere und monolithische, rustikale Verarbeitung, die mit gleichmäßigen, rhythmisierten Fensterbögen leichter wirkt. Die architektonische Ästhetik dieses Bereichs ist eine klare Anspielung auf Florentiner Paläste des 15. Jahrhunderts. Die Monotonie des Erdgeschosses durchbricht der festlich verarbeitete Eingang, der zu den Straßen Kralja Petra I. und Cara Lazara hin liegt. In der Ausarbeitung der oberen Bereiche erlaubt sich Jovanović mehr Freiraum. Im Bereich des ersten Stockwerks wird die strenge hierarchische Komposition an den ebenen Wandflächen durch einen Wechsel an verschieden profilierten Fenstern dynamisiert und der Akzent des ganzen ästhetischen Eindrucks liegt auf den repräsentativen Fenstern über dem festlichen Eingang. Der Bereich des zweiten Stockwerks ist mit einer Reihe an Fenstern simpler Profilierung vereinfacht, über der als Abschlussmotiv ein tiefer Dachkranz mit Baluster ausgeführt wurde.

### Innenarchitektur
Der Innengestaltung wurde große Aufmerksamkeit geschenkt, so dass die Repräsentativität der inneren Verarbeitung des Objekts der Fassadenlösung in nichts nachsteht. Die opulente künstlerische Verarbeitung der Innenräume enthält eine große Anzahl an funktionalen und dekorativen Objekten, die zum Bereich der angewandten Kunst und des Handwerks gehören und eine untrennbare Einheit mit der Gebäudearchitektur bilden. Besonders betont wird die Verarbeitung des funktionalen Knotens, das Vestibül im alten Objektteil und die Schalterhalle im neuen Teil. Als Gebäudeteile, die für die Öffentlichkeit zugänglich ist, sind diese Räume im Geiste der Neorenaissance opulent dekoriert. Ihr Kompositionsschema beruht auf dem Kontrast zwischen vollen und leeren Flächen, ruhigen einfarbigen und polychromen Details sowie der opulenten Verwendung floraler Ornamentik und dem Wechsel verschiedenartiger Materialien.
Zum allgemeinen Eindruck einer reichen und monumentalen Innengestaltung trägt die Gesamtheit der dekorativen Malerei bei, die heute eine der am besten erhaltenen und repräsentativsten dekorativen Einheiten vom Anfang des 20. Jahrhunderts darstellt. Die dekorative Malerei dieses Gebäudeteils folgt den europäischen Strömungen dieser Zeit und ist der Architektur vollkommen untergestellt. Das Prinzip der Innengestaltung eines repräsentativen Objekts, wie dem Palast der Nationalbank, wurde hier in bestem akademischen Stil konsequent durchgeführt. Diese Art der dekorativen Malerei trägt natürlich nicht den Stempel des Schöpfers, sondern entstand nach einem dekorativen Schema, das im Vorfeld erdacht wurde und wahrscheinlich aus Mitteleuropa stammt. Bei der Bemalung des Objektteils aus dem Jahr 1925 wurde das identische Schema, Ikonografie und Stilausdruck aus dem älteren Teil der Bank wiederholt. Zur Auswahl der ikonografischen Motive zählt ein Kompilationskorpus, der auf der freien Übernahme von Zitaten aus verschiedenen Mythologien und künstlerischen Traditionen basiert. Die allgemeine Symbolik der Dekoration mittels der Abbildung von Füllhörnern, Greifen und, als wichtigstes symbolisches Motiv, die Darstellung des Merkur, weist auf die Funktion des Objekts bzw. auf die Idee des Erfolgs, Reichtums und Wohlstands hin. Aus den künstlerischen Verwirklichungen in diesem Raum ragt die Büste „Serbien“ heraus, die ursprünglich für das Denkmal für die Kosovo-Helden in Kruševac geplant war. Diese Büste, die im Vestibül des älteren Teils des Objekts aufgestellt wurde, betont den nationalen Charakter der Institution und ist das Werk des Bildhauers Đorđe Jovanović. Bis zum Zweiten Weltkrieg war der Raum der Bank mit Porträts aller bisherigen Gouverneure, Öl auf Leinwand des Malers Uroš Predić, dekoriert.
Das Gebäude der Nationalbank repräsentiert die modernen europäischen Bestrebungen im Bereich der akademischen Kultur. Das Gebäude wurde 1979 zum Kulturgut von großer Bedeutung erklärt.

## Bibliografie
- Dokumentacija Zavoda za zaštitu spomenika kulture grada Beograda.
- Ivan Kleut, Graditeljski opus Konstantina Jovanovića u Beogradu, GGB LIII, 2006. 214–249.
- Aleksandar Kadijević, Estetika arhitekture akademizma (XIX-XX vek), Belgrad 2005. 314, 315, 354.
- Vera Pavlović-Lončarski, Gordana Gordić, Arhitekt Konstantin A. Jovanović, Belgrad 2001.
- Gordana Gordić, Palata Narodne banke, Nasleđe II, Belgrad 1999. 85–94.
- Bojan Radovanović, 110 godina Narodne banke 1884–1994, Belgrad 1994.
- Milan Šćekić, Konstantin Jovanović arhitekt, Belgrad 1988. Katalog zaostavštine K. Jovanovića iz zbirke Muzeja grada Beograda.
- Dr. Divna Đurić Zamolo, Graditelji Beograda 1815–1914, Belgrad 1981. 55.
- Ljubomir Nikić, Iz arhitektonske delatnosti Konstantina Jovanovića u Beogradu, GGB XXIII, Belgrad 1976. 127–130.
- Ljiljana Babić, Život i rad arhitekte Konstantina A. Jovanovića, allgemeiner Teil, ZAF V-6 1960.
- Ljiljana Babić, Život i rad arhitekte Konstantina A. Jovanovića, spezifischer Teil, ZAF VI-2, Belgrad 1961.